# Список лідерів кінопрокату України 2023
Список лідерів кінопрокату України 2023 року містить анотоване перерахування фільмів, які займали перше місце в Україні за підсумками зборів кожного з тижнів 2023 року з сумою понад $1,000,000. Список заснований на остаточних сумах, зароблених фільмами з продажу квитків у кінотеатрах. Прибуток від відеопрокату, показу телебаченням тощо не враховується. Суми вказуються у доларах США і не враховують інфляцію. Суми касових зборів наведені за даними сайту Box Office Mojo.
| # | Назва фільму         | Країна               | Збори в Україні, $ |
| - | -------------------- | -------------------- | ------------------ |
| 1 | Мавка. Лісова пісня  | Україна              | 4 177 185          |
| 2 | Оппенгеймер          | США, Велика Британія | 3 327 597          |
| 3 | Барбі                | США                  | 2 995 441          |
| 4 | Вартові галактики 3  | США                  | 1 834 807          |
| 5 | П'ять ночей у Фредді | США                  | 1 818 299          |
| 6 | Форсаж 10            | США                  | 1 703 607          |
| 7 | Стихії               | США                  | 1 506 760          |
| 8 | Переліт              | США                  | 1 339 478          |